# Pyramaze
Pyramaze är ett danskt melodiskt progressivt power metalband som grundades 2001 av gitarristen Michael Kammeyer. 

## Historik
De första andra musiker som gick med var den danska duon med trummisen Morten Sørensen och basisten Niels Kvist. Nästa att gå med var den amerikanske keyboardisten Jonah Weingarten, som Kammeyer träffade över internet. Bandet började sedan leta efter en sångare. Efter att ha lyssnat på många demoband valde de den amerikanska sångaren Lance King som tidigare sjungit i Balance of Power som sångare.
Den 23 april 2004 höll Pyramaze sin första spelning i Minneapolis, Minnesota. I maj samma år släppte de Melancholy Beast, deras debutalbum, som samma sommar åtföljdes av en turné. Under den tiden värvade de den danske gitarristen Toke Skjønnemand. I februari 2006 släppte de sitt andra album, Legend of the Bone Carver, ett konceptalbum som togs emot väl av fansen. Den 15 september 2006 spelade de på ProgPower USA VII-festivalen i Atlanta, Georgia. Kort därefter, den 10 november, skrev de på sin webbsida att Lance King inte längre skulle bidra med sången till bandet, som han hade gjort på bandets bägge album. Samtidigt meddelades det att de hade kontakt med en sångare som var väldigt intresserad av att bli medlem i Pyramaze, och om det skulle fungera så hade fansen en enorm överraskning på väg. Och enorm blev den, inte bara för Pyramazes fans, utan också för många andra, Matthew Barlow från den amerikanska gruppen Iced Earth var Pyramazes nya sångare.
I december 2007 meddelades det på Iced Earths hemsida att Barlow skulle återvända till bandet, och kort därefter meddelade Michael Kammeyer att Barlow endast skulle spela in ett album med Pyramaze, och att det skulle "bli något för böckerna", eftersom Barlow tidigare bara släppt album med Iced Earth. Kammeyer visade samtidigt omslaget till det kommande albumet. Den 11 juli 2008 offentliggjorde Michael Kammeyer på Pyramaze officiella hemsida att ny vokalist i bandet är Urban breed, (Bloodbound, ex-Tad Morose). Terje Harøy blev ny vokalist i bandet 2013.

## Medlemmar
Nuvarande medlemmar
- Morten Gade Sørensen – trummor (2001– )
- Jonah Weingarten – keyboard, orkestrering (2002– )
- Jacob Hansen – gitarr, basgitarr (2011– )
- Terje Harøy – sång (2013– )[2]

Tidigare medlemmar
- Niels Kvist – basgitarr (2001–2011)
- Michael Kammeyer – gitarr (2001–2011)
- Lance King – sång (2003–2006)
- Matt Barlow – sång (2007–2008)
- Urban breed – sång (2008–2011)[3]
- Toke Skjønnemand – gitarr (2004–2022)

## Diskografi
Studioalbum
- Melancholy Beast (2004)
- Legend Of The Bone Carver (2006)
- Immortal (2008)
- IV: Disciples of the Sun (2015)
- Contingent (2017)
- Epitaph (2020)
- Bloodlines (2023)